# Jaron Lanier
Jaron Zepel Lanier, ameriški filozofski računalniški publicist, programer, vizualni umetnik in skladatelj klasične glasbe * 3. maj 1960 New York, ZDA. 

## Življenje
Odraščal je v Mesilli v Novi Mehiki v judovski družini; njegova mati je bila med preživelimi iz koncentracijskega taborišča na Dunaju, očetova družina pa se je izselila iz Ukrajine, da bi se izognila pogromom. Pri devetih letih mu je mati umrla v prometni nesreči. Daljše obdobje je živel v šotorih z očetom, nato pa se je pridružil sedem let trajajočemu projektu, pri katerem je pomagal načrtovati izgradnjo geodetskega doma s kupolo. Pri trinajstih letih se je vpisal na državno univerzo v Novi Mehiki. Od Nacionalne znanstvene fundacije je prejel štipendijo za študij matematične notacije in se naučil računalniškega programiranja in v letih 1979 in 1980 računalniške pomoči pri učenju. Obiskoval je tudi umetniško šolo v New Yorku, se vrnil v Novo Mehiko in delal kot babičar. Oče otroka, ki mu je Lanier pomagal na svet, mu je podaril avto; z njim se je Lanier odpravil v Santa Cruz.

## Delo
V Kaliforniji je Lanier pri delu za podjetje Atari spoznal Thomasa Zimmermana, izumitelja podatkovne rokavice. 1984 se je v času brezposelnosti osredotočil na projekte VR (virtualne realnosti), vključno z VPL-jem, post-simboličnim vizualnim programskim jezikom. Skupaj z Zimmermanom je ustanovil VPL Research, podjetje za prodajo VR-očal in podatkovne rokavice; leta 1999 je podjetju Sun Microsystems prodal VPL in patente, povezane z grafiko.  
Od leta 1997 do leta 2001 je bil Lanier vodilni znanstvenik za Advanced Network and Services (ki je vseboval neprofitni inženirski urad Internet2).  Od leta 2001 do leta 2004 je kot gostujoči znanstvenik v podjetju Silicon Graphics Inc. razvil rešitve za ključne probleme teleprezence oz. stapljanja z virtualno realnostjo. Bil je tudi gostujoči znanstvenik na Oddelku za računalništvo na univerzi Columbia (1997–2001), gostujoči umetnik s programom interaktivnih telekomunikacij Newyorške univerze in ustanovitelj Mednarodnega inštituta za evolucijo in možgane. Leta 2006 je začel delati pri Microsoftu, od leta 2009 dalje kot interdisciplinarni znanstvenik.
Izpostavil se je s kritiko Spleta 2.0, posebej Wikipedije, ki jo je označil za digitalni maoizem in ji očital spodjedanje temeljev zahodne civilizacije.

## Glasba
Lanier je skladal klasično glasbo in je zbiralec redkih instrumentov; njegov akustični album Instruments of Change (1994) prikazuje azijska pihala in godala, kot so orglice khene, flavto suling in sitarju podoben esraj. V sodelovanju z Mariom Grigorovom je komponiral glasbo za dokumentarni film The Third Wave (2007). Leta 2010 je bil nominiran za seznam najvplivnejših ljudi TIME 100.